# Hollywood
Hollywood je gradska četvrt u središnjoj regiji Los Angelesa u Kaliforniji. Njegovo ime postalo je skraćenica za američku filmsku industriju i ljude povezane s njom. Tu su osnovani mnogi njegovi studiji kao što su Columbia Pictures, Disney, Paramount Pictures, Warner Bros. i Universal Pictures; Paramount tamo još uvijek ima svoje studije.
Hollywood je osnovan kao općina 1903. godine. Objedinjen je s gradom Los Angelesom 1910. i ubrzo nakon toga pojavila se istaknuta filmska industrija, koja je na kraju postala najprepoznatljivija na svijetu.
Naseljenost: oko 300.000 stanovnika
Danas aktivni filmski studiji:
- 20th Century Fox - Century City, LA
- Paramount Pictures
- Sony Pictures Entertainment - Culver City, LA
- NBC Universal Entertainment
- Warner Bros. Entertainment
- Buena Vista Motion Pictures Group

## Vanjske poveznice
- Slobodna Dalmacija Adam S. Eterovich, Hrvati u Hollywoodu (podlistak), priredio Joško Čelan